# 2023年夏季世界大學運動會
2023年夏季世界大學運動會（英語：XXXII 2023 Summer World University Games）簡稱為葉卡捷琳堡世大運，是第32屆夏季世界大學運動會。原定於2023年8月8日至19日在俄羅斯葉卡捷琳堡舉行。
然而因應俄羅斯於2022年入侵烏克蘭，國際大學運動總會決定暫時凍結俄羅斯的主辦權。原賽期被因疫情延期兩次的2021年夏季世界大學運動會取代。對此，俄羅斯宣佈將在原场地上舉辦第一屆國際大學生體育節作为替代。

## 外部連結
- 2023葉卡捷琳堡世大運 （页面存档备份，存于）